# Santeri Paloniemi
Santeri Paloniemi (Kuusamo, 8 novembre 1993) è un ex sciatore alpino finlandese specialista dello slalom speciale.

## Biografia
Paloniemi, attivo in gare FIS dal novembre del 2008,  ha esordito in Coppa del Mondo il 14 novembre 2010 sulle nevi di casa di Levi in slalom speciale, senza riuscire a qualificarsi per la seconda manche, e in Coppa Europa il 2 dicembre successivo a Åre nella medesima specialità, senza completare la prova. Nella stessa stagione ha esordito anche ai Campionati mondiali, a Garmisch-Partenkirchen 2011, senza riuscire a concludere la prova di slalom speciale.
Nel 2012 ha ottenuto il suo primo podio in Coppa Europa a Pamporovo, giungendo 3º nello slalom speciale vinto dal norvegese Henrik Kristoffersen davanti all'austriaco Reinfried Herbst, e ha partecipato ai Mondiali juniores di Roccaraso, conquistando la medaglia d'oro nello slalom speciale. Nella stagione seguente ha colto a Zuoz/Sankt Moritz il suo secondo e ultimo podio in Coppa Europa, classificandosi 2º nello slalom speciale del 20 dicembre, e ha partecipato ai Mondiali di Schladming, sua ultima presenza iridata, dove sempre nello slalom speciale è stato 16º; durante la rassegna iridata juniores di Québec 2013 ha ottenuto la medaglia di bronzo nello slalom speciale.
Ai XXII Giochi olimpici invernali di Soči 2014, sua unica presenza  olimpica, non ha concluso lo slalom speciale. La sua ultima gara in Coppa del Mondo è stata lo slalom speciale disputato a Åre il 14 dicembre 2014, dove non si è qualificato per la seconda manche, e la sua ultima gara in carriera è stato lo slalom speciale FIS disputato a Rovaniemi il 13 aprile 2016, chiuso da Paloniemi al 7º posto.

## Palmarès

### Mondiali juniores
- 2 medaglie:
  - 1 oro (slalom speciale a Roccaraso 2012)
  - 1 bronzo (slalom speciale a Québec 2013)

### Coppa del Mondo
- Miglior piazzamento in classifica generale: 98º  nel 2013

### Coppa Europa
- Miglior piazzamento in classifica generale: 36º nel 2013
- 2 podi:
  - 1 secondo posto
  - 1 terzo posto

### Campionati finlandesi
- 3 medaglie[1]:
  - 1 oro (slalom speciale nel 2012)
  - 1 argento (slalom speciale nel 2014)
  - 1 bronzo (slalom speciale nel 2011)